# Косякова
Косяко́ва (рос. Косякова) — присілок у складі Алапаєвського міського округу (Верхня Синячиха) Свердловської області.
Населення — 95 осіб (2010, 153 у 2002).
Національний склад населення станом на 2002 рік: росіяни — 97 %.